# The Zone of Interest (romance)
The Zone of Interest é o décimo quarto romance do autor britânico Martin Amis, publicado em 2014. Ambientado na chamada Zona de Interesse de Auschwitz, conta a história de um oficial nazista que se apaixona pela esposa do comandante do campo de concentração. A história é contada por três narradores: Angelus Thomsen, o oficial; Paul Doll, o comandante; e Szmul Zacharias, um Sonderkommando judeu.

## Enredo
O romance começa em agosto de 1942, com a primeira visão de Thomsen de Hannah Doll, esposa de Paul Doll, o comandante do campo (uma versão ficcional do verdadeiro comandante de Auschwitz durante este período, Rudolf Höss). Ele fica imediatamente intrigado e começa a ter alguns encontros com ela. Com o tempo, o relacionamento deles se torna mais íntimo, embora continue incompleto. Apesar de tentarem ser discretos, as suspeitas de Paul Doll aumentam, e ele segue os passos da mulher utilizando-se de um dos prisioneiros do campo. Finalmente, Doll é informado que Hannah e Thomsen realmente trocaram duas cartas. Enquanto espiona Hannah no banheiro (como faz regularmente), Doll a observa ler a carta de Thomsen secretamente e com bastante entusiasmo, antes de destruí-la. Desse ponto em diante, Hannah torna-se cada vez mais desdenhosa em relação ao marido, provocando-o cruelmente em particular e envergonhando-o em público. Doll decide convencer Szmul, um membro de longa data do Sonderkommando, a matar Hannah. Ele faz isso ameaçando capturar a esposa de Szmul, Shulamith. O assassinato está programado para ocorrer em 30 de abril de 1943 – na Walpurgisnacht.
A narrativa então pula alguns anos, para o rescaldo da história. Em setembro de 1948, Thomsen tenta encontrar Hannah, que desaparecera. Ele a encontra em Rosenheim, onde ela conhecera o marido, e é informado do que acontecera na Walpurgisnacht: no momento em que Szmul deveria assassinar Hannah, ele aponta a arma para si mesmo e revela a verdade a ela. Paul Doll então atira em Szmul, antes que este pudesse cometer o suicídio. Thomsen pergunta a Hannah se eles ainda poderiam se conhecer. Ela responde que, enquanto estava no campo de concentração, ele era para ela uma representação de tudo o que era são e decente; fora do campo, ele simplesmente lhe trazia a lembrança da insanidade de sua vida passada. Desanimado, ele parte.

## Estrutura e temas
O romance está dividido em seis capítulos e um epílogo. Cada um dos seis capítulos está dividido em três seções: a primeira é narrada por Thomsen, a segunda por Paul Doll e a terceira por Szmul. O epílogo também é dividido em três seções, todas narradas por Thomsen - cada uma dedicada a uma mulher diferente: primeiro Esther, depois Gerda Bormann e, finalmente, Hannah Doll.
Os estilos e maneiras dos três narradores variam amplamente. Thomsen é o protagonista do romance, em grande parte indiferente aos crimes do campo até se apaixonar por Hannah Doll. Sua narração é a mais razoável das três. O estilo de Paul Doll é mais excêntrico e delirante que o de Thomsen. Ele é zelosamente dedicado ao esforço nazista de genocídio e mostra-se apático diante dos horrores do campo de concentração. Sua crescente instabilidade é ampliada quando, durante suas reflexões, ele insiste que é um homem perfeitamente normal, agindo como qualquer outro. À medida que a derrota alemã se torna iminente e afeta o moral de todos ao seu redor, Doll faz uma avaliação absurdamente imparcial das consequências da guerra. Dos três, Szmul é o mais obscuro, e sua narração serve como um pequeno epílogo para cada capítulo. Seu tom é sepulcral, e a maior parte de seus pensamentos consiste em reflexões incrédulas sobre suas ações.

## Recepção
As críticas foram amplamente favoráveis ao livro, e alguns o consideraram  como o melhor romance de Amis em 25 anos - desde o seu aclamado London Fields (1989). Joyce Carol Oates, escrevendo para The New Yorker, descreveu o romance como "um compêndio de epifanias, apartes horrorizados, anedotas e história radicalmente condensada", com Amis "em sua forma mais convincente como um vivisseccionista satírico com um olho frio e um bisturi inabalável". Um crítico do jornal The Washington Post elogiou o talento singular de Amis para as palavras e elogiou a narração do personagem Paul Doll como "uma performance cômica magistral".
Todavia alguns críticos consideraram o enredo anticlimático, e mencionaram um erotismo francamente deslocado.